# Trofej Mattiho Keinonena
Trofej Mattiho Keinonena je ocenění ve finské hokejové lize SM-liiga. Cena je udělována pro nejefektivnějšího hráče v hodnocení plus/minus. Pojmenována je po finském reprezentačním útočníkovi Mattim Keinonenovi.

## Vítězové
| Sezóna                      | Vítěz               | Tým                     |
| --------------------------- | ------------------- | ----------------------- |
| 1977–1978                   | Pekka Rautakallio   | Porin Ässät             |
| 1978–1979                   | Veli-Pekka Ketola   | Porin Ässät             |
| 1979–1980                   | Reijo Leppänen      | TPS Turku               |
| 1980–1981                   | Juha Huikari        | Oulun Kärpät            |
| 1981–1982                   | Timo Nummelin       | TPS Turku               |
| 1982–1983                   | Carey Wilson        | HIFK Hockey             |
| 1983–1984                   | Arto Sirviö         | Jokerit Helsinky        |
| 1984–1985                   | Esa Tikkanen        | HIFK Hockey             |
| 1985–1986                   | Harry Nikander      | Porin Ässät             |
| 1986–1987                   | Juha Huikari        | Oulun Kärpät            |
| 1987–1988                   | Risto Jalo          | Ilves-Hockey            |
| 1988–1989                   | Jukka Vilander      | TPS Turku               |
| 1989–1990                   | Mika Nieminen       | Ilves-Hockey            |
| 1990–1991                   | Leo Gudas           | JYP Jyväskylä           |
| 1991–1992                   | Waltteri Immonen    | Jokerit Helsinky        |
| 1992–1993                   | Erik Hämäläinen     | Jokerit Helsinky        |
| 1993–1994                   | Alexandr Smirnov    | TPS Turku               |
| 1994–1995                   | Veli-Pekka Kautonen | HIFK Hockey             |
| 1995–1996                   | Petri Varis         | Jokerit Helsinky        |
| 1996–1997                   | Kimmo Timonen       | TPS Turku               |
| 1997–1998                   | Olli Jokinen        | HIFK Hockey             |
| 1998–1999                   | Brian Rafalski      | HIFK Hockey             |
| 1999–2000                   | Kai Nurminen        | TPS Turku               |
| 2000–2001                   | Jouni Loponen       | TPS Turku               |
| 2001–2002                   | Marko Tuulola       | Hämeenlinnan Pallokerho |
| 2002–2003                   | Lasse Kukkonen      | Oulun Kärpät            |
| 2003–2004                   | Jari Viuhkola       | Oulun Kärpät            |
| 2004–2005                   | Jukka Voutilainen   | Hämeenlinnan Pallokerho |
| 2005–2006                   | Lasse Kukkonen      | Oulun Kärpät            |
| 2006–2007                   | Martti Järventie    | Jokerit Helsinky        |
| 2007–2008                   | Janne Pesonen       | Oulun Kärpät            |
| 2008–2009                   | Olli Malmivaara     | JYP Jyväskylä           |
| 2009–2010                   | Harri Tikkanen      | Lukko Rauma             |
| 2010–2011                   | Sami Vatanen        | JYP Jyväskylä           |
| 2011–2012                   | Toni Söderholm      | HIFK Hockey             |
| 2012–2013                   | Jere Sallinen       | Hämeenlinnan Pallokerho |
| 2013–2014                   | Ville Pokka         | Oulun Kärpät            |
| 2014–2015                   | Markus Hännikäinen  | JYP Jyväskylä           |
| 2015–2016                   | Sebastian Aho       | Oulun Kärpät            |
| 2016–2017                   | Jasper Lindsten     | TPS Turku               |
| 2017–2018                   | Charles Bertrand    | Oulun Kärpät            |
| 2018–2019                   | Nicklas Lasu        | Oulun Kärpät            |
| 2019–2020                   | Mika Pyörälä        | Oulun Kärpät            |
| 2020–2021                   | Anrei Hakulinen     | Lukko Rauma             |
| 2021–2022                   | Waltteri Merelä     | Tappara Tampere         |
| 2022–2023                   | Aku Räty            | Ilves-Hockey            |
| 2023–2024                   | Filip Král          | Pelicans                |
| 2024–2025                   | Niclas Almari       | Lukko Rauma             |
| Zdroj na eliteprospects.com |                     |                         |

Niclas Almari